# Rudolph van Pallandt
Pour les articles homonymes, voir Pallandt.
Rudolph van Pallandt, né le 28 novembre 1868 à Oldebroek et mort le 15 mars 1913 à Londres, est un tireur sportif et un homme politique néerlandais.

## Biographie
Aux Jeux olympiques de 1908 à Londres, il termine 4e au tir aux pigeons d'argile par équipes.
Membre de l'Union chrétienne historique, il est membre de la Première Chambre des États généraux de 1910 à sa mort en 1913.